# Fear Factory
Ska ej blandas ihop med tv-programmet Fear Factor
Fear Factory är ett amerikanskt industrimetalband som bildades 1989 i Los Angeles, Kalifornien, av gitarristen Dino Cazares och trummisen Raymond Herrera, under namnet "Ulceration". Namnet valdes inte av någon annan anledning än att bandet tyckte det var ett bra namn. 1990 ändrade de namnet till Fear Factory.

## Historia
1992 släpptes deras debutalbum, Soul of a New Machine. Debutplattan är den enda Fear Factory-skivan som kan klassificeras mer som death metal, men Fear Factory kom i senare album att ändra sin stil mer till Industrial metal och produktionen av senare album blev bättre i allmänhet.
1994 var basisten Andrew Shives tvungen att lämna bandet. Samma år möttes basisten Christian Olde Wolbers och Fear Factory, och Wolbers gick med på att gå med dem.
1995 gjorde de albumet Demanufacture, som blev en succé. Demanufacture fick mycket bra kritik. Av Kerrang! fick Demanufacture 5 poäng av 5 möjliga.
Följande fem år tillbringade Fear Factory med att turnera med band som Black Sabbath, Megadeth och Iron Maiden. 96' och 97' spelade Fear Factory på Ozzfest.
1998 släpptes albumet Obsolete, ett konceptalbum. Om Obsolete Förklarar Burton C. Bell:
"The concept of this record is that man is obsolete. The idea is still man versus machine - man versus the system machine... man versus the government machine. Demanufacture told a story, Remanufacture was another chapter in the story and Obsolete is another part of the Fear Factory concept. We're up to the point in the story where man is obsolete. Man has created these machines to make his life easier but in the long run it made him obsolete. The machines he created are now destroying him. Man is not the primary citizen on Earth."
Efter albumet Digimortal år 2001 splittrades Fear Factory efter oenigheter inom bandet. Fear Factory startade upp igen 2002, utan gitarristen Dino Cazares. Basisten Christian Olde Wolbers tog över som gitarrist, och Byron Stroud från Strapping Young Lad tog platsen som basist. Det nya Fear Factory släppte albumet Archetype år 2004, och Transgression, 2005. 
2006 tog bandet ett avbrott och återförenades igen först 2009 med Cazares tillbaka på gitarr och Gene Hoglan som ny trummis. Således uteslöts både Wolbers och Herrera, trots att de aldrig hade lämnat bandet formellt. Till följd av deras tidigare medverkan höll både Wolbers och Herrera delvis rättigheterna till bandnamnet vilket har legat till grund för en lång rättstvist mellan Wolbers, Herrera, Cazares och Burton. Samma år som bandet återförenades började de skriva på ett sjunde album och Mechanize gavs ut 9 februari 2010. 
2012 lämnade både Stroud och trummisen Hoglan bandet och ersattes av Matt DeVries respektive Mike Heller. Samma år släpptes det åttonde albumet The Industrialist. 2015 lämnade DeVries bandet och ersattes av Tony Campos. Senare samma år släpptes ett nionde album vid namn Genexus. I september 2020 lämnade Burton bandet och nämnde den rättsliga striden med Wolbers, Herrera och Cazares som den främsta orsaken. Innan Burton lämnade bandet hade han dock hunnit spela in sång till bandets tionde album Aggression Continuum som släpptes i juni 2021. 
I februari 2023 kungjorde bandet att de hade hittat en ersättare till Burton vid namn Milo Silvestro. En vecka efter tillkännagivandet av den nye sångaren påbörjade bandet sin första turné på sex år.

## Medlemmar
Nuvarande medlemmar
- Dino Cazares – gitarr, bakgrundssång (1989–2002, 2009– )
- Mike Heller – trummor (2012-idag)
- Tony Campos – basgitarr, bakgrundssång (2015– )
- Milo Silvestro – sång (2023– )

Före detta medlemmar
- Burton C. Bell – sång (1989–2002, 2003–2006, 2000–2020)
- Dave Gibney – basgitarr, bakgrundssång (1989–1991)
- Andy Romero – basgitarr, bakgrundssång (1991–1992)
- Andrew Shives – basgitarr (1992–1993)[10]
- Raymond Herrera – trummor, slagverk (1989–2008)
- Christian Olde Wolbers – basgitarr, bakgrundssång (1993–2009), gitarr (2002–2009)
- Byron Stroud – basgitarr, bakgrundssång (2003–2012)
- Gene Hoglan – trummor (2009–2012)
- Matt DeVries – basgitarr, bakgrundssång (2012–2015)

Turnerande medlemmar
- John Bechdel – keyboard, synthesizer, sampling (1998–2004)
- Steve Tushar – keyboard, sampling (1996–1997, 2004–2005)
- John Morgan – keyboard, sampling (1997)
- Byron Stroud – basgitarr, bakgrundssång (2003-2012)

Studiomusiker
- Reynor Diego – sampling, keyboard (1991–1995)[10]
- Rhys Fulber – sampling, keyboard (1993–2004, 2009– )[10]
- John Sankey – trumprogrammering (2012)

## Diskografi
Studioalbum
- 1992 – Soul of a New Machine
- 1995 – Demanufacture
- 1998 – Obsolete
- 2001 – Digimortal
- 2004 – Archetype
- 2005 – Transgression ed låten Empires
- 2010 – Mechanize
- 2012 – The Industrialist
- 2015 – Genexus
- 2021 – Aggression Continuum

Demoalbum
- 2002 – Concrete (spelades in 1991)[11]

Remixalbum
- 1997 – Remanufacture

Samlingsalbum
- 2003 – Hatefiles
- 2006 – The Best of Fear Factory
- 2012 – The Complete Roadrunner Collection 1992–2001

EP
- 1993 – Fear Is The Mindkiller
- 1997 – Burn
- 1997 – The Gabber Mixes
- 1998 – Resurrection
- 2005 – Live on the Sunset Strip

Singlar
- 1995 – "Replica"
- 1995 – "Dog Day Sunrise"
- 1998 – "Shock"
- 1998 – "Edgecrusher"
- 1998 – "Resurrection"
- 1998 – "Descent" (US Main Rock #38)[12]
- 1999 – "Cars" (med Gary Numan) (US Alt #36,[13] US Main Rock #16[12])
- 2001 – "Linchpin" (US Main Rock #31)[12]
- 2001 – "Invisible Wounds (Dark Bodies)" (2001)
- 2004 – "Cyberwaste" (2004)
- 2004 – "Archetype" (2004)
- 2004 – "Bite The Hand That Bleeds" (US #47)[14]
- 2005 – "Supernova"
- 2005 – "Moment of Impact"
- 2006 – "Transgression"
- 2009 – "Powershifter"
- 2010 – "Fear Campaign"
- 2010 – "Final Exit"
- 2012 – "Recharger"
- 2012 – "New Messiah"
- 2012 – "The Industrialist"